# Abierto Mexicano de Tenis 2022
L'Abierto Mexicano de Tenis 2022, anche conosciuto come Abierto Mexicano Telcel presentado por HSBC per motivi di sponsorizzazione, è stato un torneo di tennis giocato sul cemento. È stata la 29ª edizione del torneo maschile, facente parte della categoria ATP Tour 500 nell'ambito dell'ATP Tour 2022. Si è giocato al nuovo impianto Arena GNP Seguros di Acapulco in Messico, dal 21 al 26 febbraio 2022.

## Partecipanti singolare

### Teste di serie
| Nazionalità | Giocatore           | Ranking* | Testa di serie |
| ----------- | ------------------- | -------- | -------------- |
| Russia      | Daniil Medvedev     | 2        | 1              |
| Germania    | Alexander Zverev    | 3        | 2              |
| Grecia      | Stefanos Tsitsipas  | 4        | 3              |
| Spagna      | Rafael Nadal        | 5        | 4              |
| Italia      | Matteo Berrettini   | 6        | 5              |
| Regno Unito | Cameron Norrie      | 13       | 6              |
| Stati Uniti | Taylor Fritz        | 17       | 7              |
| Spagna      | Pablo Carreño Busta | 18       | 8              |

* Ranking al 14 febbraio 2022.

### Altri partecipanti
I seguenti giocatori hanno ricevuto una wild card per il tabellone principale:
- Alex Hernández
- Feliciano López
- Fernando Verdasco

Il seguente giocatore è entrato nel tabellone principale come ranking protetto:
- Pablo Andújar

Il seguente giocatore ha avuto accesso al tabellone principale come special exempt:
- John Millman

I seguenti giocatori sono entrati nel tabellone principale passando dalle qualificazioni:

- Daniel Altmaier
- Oscar Otte
- Jeffrey John Wolf
- Yoshihito Nishioka

I seguenti giocatori sono entrati in tabellone come lucky loser:
- Peter Gojowczyk
- Stefan Kozlov
- Denis Kudla

### Ritiri
Prima del torneo
- Carlos Alcaraz → sostituito da  Peter Gojowczyk
- Maxime Cressy → sostituito da  Stefan Kozlov
- Reilly Opelka → sostituito da  Denis Kudla
- Frances Tiafoe → sostituito da  Adrian Mannarino

## Partecipanti doppio

### Teste di serie
| Nazionalità | Giocatore            | Nazionalità | Giocatore         | Ranking* | Testa di serie |
| ----------- | -------------------- | ----------- | ----------------- | -------- | -------------- |
| Spagna      | Marcel Granollers    | Argentina   | Horacio Zeballos  | 13       | 1              |
| Colombia    | Juan Sebastián Cabal | Colombia    | Robert Farah      | 22       | 2              |
| Regno Unito | Jamie Murray         | Brasile     | Bruno Soares      | 38       | 3              |
| El Salvador | Marcelo Arévalo      | Paesi Bassi | Jean-Julien Rojer | 63       | 4              |

* Ranking al 14 febbraio 2022.

### Altri partecipanti
Le seguenti coppie di giocatori hanno ricevuto una wild card per il tabellone principale:
- Hans Hach Verdugo /  John Isner
- Feliciano López /  Stefanos Tsitsipas

La seguente coppia di giocatori sono entrati nel tabellone principale passando dalle qualificazioni:
- Luke Saville /  John-Patrick Smith

Le seguenti coppie di giocatori sono entrate in tabellone come lucky loser:
- Lloyd Glasspool /  Harri Heliövaara
- Miguel Ángel Reyes Varela /  Max Schnur
- Peter Gojowczyk /  Oscar Otte
- Elbert Barr /  Manuel Sanchez

### Ritiri
Prima del torneo
- Carlos Alcaraz /  Pablo Carreño Busta → sostituiti da  Lloyd Glasspool /  Harri Heliövaara
- Grigor Dimitrov /  Reilly Opelka → sostituiti da   Miguel Ángel Reyes Varela /  Max Schnur
- Raven Klaasen /  Ben McLachlan → sostituiti da   Peter Gojowczyk /  Oscar Otte
- Dušan Lajović /  Franko Škugor → sostituiti da  Dušan Lajović /  Hugo Nys
- Cameron Norrie /   Tommy Paul → → sostituiti da  Elbert Barr /  Manuel Sánchez

## Campioni

### Singolare
Rafael Nadal ha sconfitto in finale  Cameron Norrie con il punteggio di 6-4, 6-4.
- È il novantunesimo titolo in carriera per Nadal, il terzo della stagione.

### Doppio
Feliciano López /  Stefanos Tsitsipas hanno sconfitto in finale  Marcelo Arévalo /  Jean-Julien Rojer con il punteggio di 7-5, 6-4.